# EBU Circuit 2001/02
Der EBU Circuit 2001/2002 war die 15. Auflage dieser europäischen Turnierserie im Badminton.

## Die Wertungsturniere
| Nr. | Turnier                              | Austragungsort    | Termin                          |
| --- | ------------------------------------ | ----------------- | ------------------------------- |
| 1.  | La Chaux-de-Fonds International 2001 | La Chaux-de-Fonds | 27.–30. September 2001          |
| 2.  | Czech International 2001             | Liberec           | 4.–7. Oktober 2001              |
| 3.  | Slovak International 2001            | Prešov            | 11.–14. Oktober 2001            |
| 4.  | Slovenia International 2001          | Ljubljana         | 18.–21. Oktober 2001            |
| 5.  | Hungarian International 2001         | Budapest          | 1.–4. November 2001             |
| 6.  | Norwegian International 2001         | Sandefjord        | 8.–11. November 2001            |
| 7.  | Iceland International 2001           | Reykjavík         | 15.–18. November 2001           |
| 8.  | Scottish Open 2001                   | Glasgow           | 22.–25. November 2001           |
| 9.  | Welsh International 2001             | Cardiff           | 29. November – 2. Dezember 2001 |
| 10. | Irish Open 2001                      | Lisburn           | 6.–9. Dezember 2001             |
| 11. | Portugal International 2002          | Caldas da Rainha  | 10.–13. Januar 2002             |
| 12. | Croatian International 2002          | Zagreb            | 21.–24. März 2002               |
| 13. | Dutch International 2002             | Wateringen        | 28.–31. März 2002               |
| 14. | Finnish International 2002           | Helsinki          | 4.–7. April 2002                |
| 15. | Austrian International 2002          | Pressbaum         | 25.–28. April 2002              |